# Loïc Bonisoli
Pour les articles homonymes, voir Bonisoli.
Loïc Bonisoli (né le 19 août 1985 à Metz) est un prêtre catholique, peintre, enseignant, organiste, animateur radio et écrivain français. Prêtre du diocèse de Metz, il est  curé de la Communauté de paroisses Sainte-Jeanne Jugan du Désiremont en Moselle.

## Biographie

### Fonctions religieuses
Originaire du quartier de la Patrotte au nord de Metz, Loïc Bonisoli désire devenir prêtre à huit ans en préparant sa première communion. Il entre au séminaire de Metz en 2003, et en 2010 il est nommé vicaire à Thionville où il s'occupe durant six ans des cérémonies juvéniles (baptêmes et première communion). Il est ordonné prêtre en 2011 par Pierre Raffin, évêque de Metz, en la Cathédrale Saint-Étienne de Metz.
En 2014, le successeur de ce dernier, Jean-Christophe Lagleize, l'envoie suivre un cycle à l'Institut supérieur de Pastorale catéchétique à Paris où il obtient une licence canonique. En septembre 2016, il est nommé curé de la Communauté de paroisses Sainte-Jeanne Jugan du Désiremont, qui rassemble les paroisses de Bellecroix, Vallières, Vantoux, Mey et Saint-Julien-lès-Metz,,.
Le 14 février 2021, il fait partie des quatre abbés qui célèbrent la messe à l'église de Bellecroix, sous les caméras de France 2. De juin 2020 à avril 2021, il lance une grande action permettant l’acquisition d’un nouvel orgue néo-baroque venant de Hollande, de la ville de Maasdijk dans l’église de Saint-Julien-lès-Metz dans la banlieue de Metz. L’instrument est inauguré le 13 juin 2021 en grande pompe et fait toujours la fierté de la ville et du curé mélomane.
Depuis septembre 2016 il est prêtre accompagnateur responsable du Service de Catéchèse, du Catéchuménat et de l’Enseignement Religieux du diocèse de Metz, et aumônier pour la Communauté Éducative De La Salle de Metz-Queuleu. Il enseigne les pratiques catéchétiques et dirige l'atelier foi et raison à l'Institut Saint-Nicolas à Metz, établissement de formation en sciences religieuses, théologie et pastorale du diocèse de Lorraine, et intervient aussi à l'institut de La Salle.

### Organiste

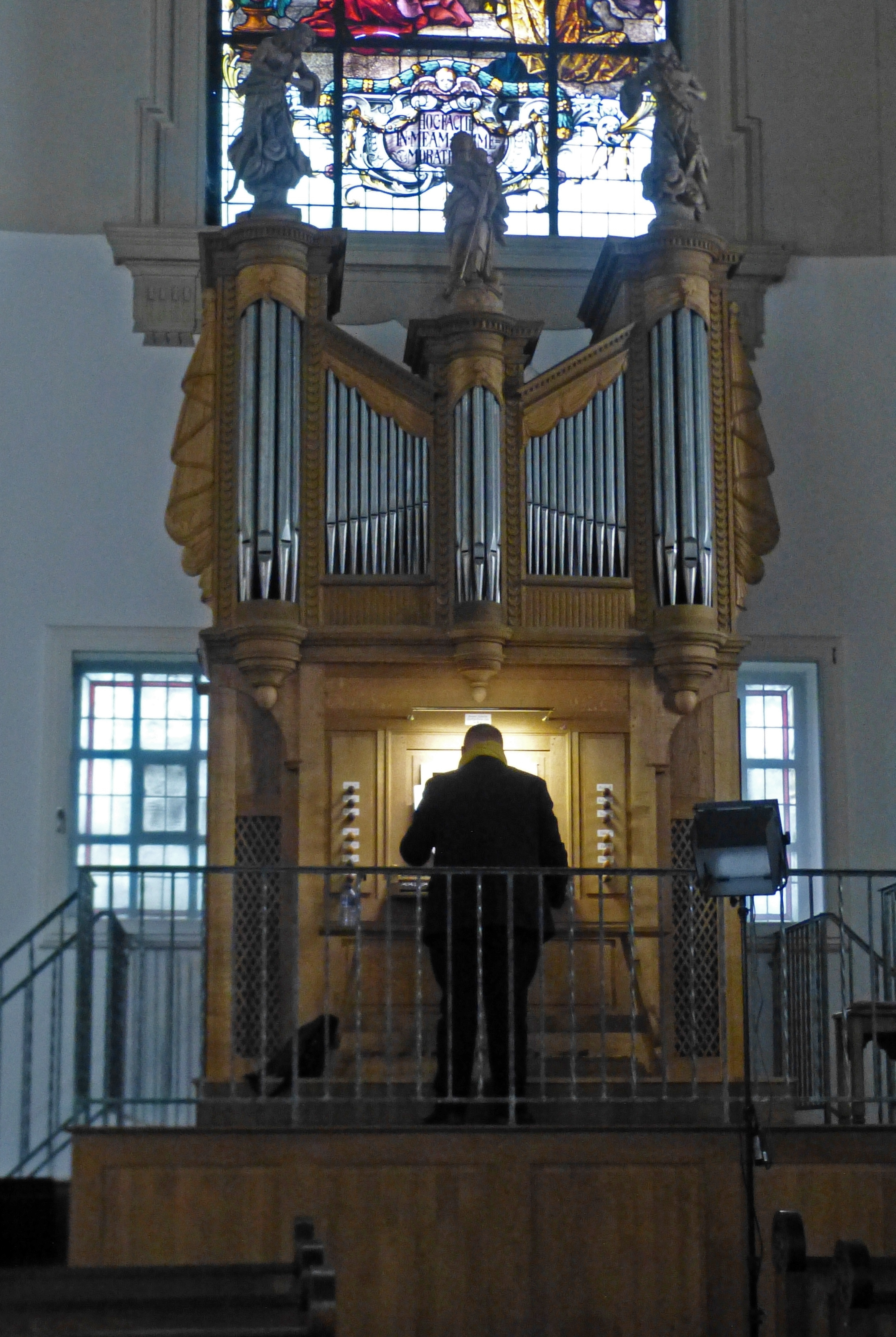
Loïc Bonisoli à l'orgue de la Chapelle Saint-Charles-Borromée de Metz le 20 novembre 2022

Loïc Bonisoli commence l'orgue à onze ans. Il étudie ensuite au conservatoire de Metz dans la classe de Norbert Petry ou encore auprès de Raphaële Garreau de Labarre. Il est concertiste et musicologue, il a fréquenté l’université de Musicologie de Nancy, spécialisé dans l'interprétation des œuvres de Jean-Sébastien Bach,,,. Il est un fin connaisseur du personnage et de l’œuvre de Charles-Marie Widor.
Il est aussi formateur en histoire des arts et liturgie pour la maîtrise de la cathédrale Saint-Étienne de Metz, et guide en cet édifice.

### Peintre et dessinateur
Loïc Bonisoli est un peintre et dessinateur qui exerce plusieurs techniques dont l’acrylique, l’huile, l’aquarelle, la gouache, entre autres. Il est aussi illustrateur et créateur de logos très divers et encore utilisés, notamment celui du diocèse de Metz, de plusieurs communautés de paroisses ou mouvements d’Église ou encore quelques objets publicitaires comme des étiquettes de bouteille de champagne (cuvées Saint-Clément et Sainte-Agathe) en Moselle[réf. nécessaire]. En 2020, dans le cadre des 800 ans de la cathédrale de Metz, il remporte conjointement avec le vitrailliste Yves Mendès un concours de création d'une lampe jubilaire : un socle porteur de la flamme et des vitraux en forme de flamme à trois couronnes

### Écrivain
Loïc Bonisoli  a écrit plusieurs ouvrages : Va et prêche ! Croyons-nous en l'homélie ? en 2017, et Et toi, comment lis-tu ? en 2022 dans lequel il fait redécouvrir les écrits des Évangiles,.
Un troisième ouvrage voit le jour en 2023 : « Ni Sainte ni Touche » toujours aux éditions du Cerf, de Loïc Bonisoli et Gautier Mornas, un dictionnaire décalé des expressions françaises tirées de la Bible et de l’argot ecclésiastique, 485 définitions des 2 auteurs et 122 illustrations humoristiques de Loïc Bonisoli. À la fin de cette même année, Loïc Bonisoli sort Bach, l'homme de Leipzig dans lequel il dresse un portrait spirituel du grand compositeur.
Un nouveau titre paraît en mars 2025, aux éditions Parole et Silence : Christ ému, quand Dieu se laisse bouleverser. Un livre qui parcourt les quatre évangiles pour retrouver les émotions du Christ dans les paraboles et les diverses rencontres ; le Christ réagit en fonction de ses rencontres, et ainsi nous viennent les grands enseignements et sentences de l'évangile qu'il faut re-découvrir. L'auteur apporte un autre regard notamment en fouillant dans le vocabulaire grec originel des récits.

### Animateur radio
Loïc Bonisoli est animateur radio sur RCF où il participe à des débats, des reportages et commente des extraits des évangiles.